# Carla Fracci
Carla Fracci   (Milà, 20 d'agost de 1936 - Milà, 27 de maig de 2021) fou una ballarina i actriu de ballet italiana.

## Biografia
Gràcies a la seva dilatada trajectòria i la seva aclamada interpretació de diversos ballets romàntics clàssics com La Sylphide, Fracci es va convertir en una de les intèrprets més experimentades i reconegudes dels ballets romàntics. 
| « | "Com va dir una vegada Erik Bruhn, [Fracci] va donar al món una nova idea de la ballarina dels ballets romàntics del segle xix." | » |

Entre els seus aspectes més destacats destaquen Nijinsky, Giselle (American Ballet Theatre), Complete Bell Phone Hour Performances: Erik Bruhn 1961-1967.
Va ser més coneguda per les seves actuacions a Giselle i per ballar amb companys com Rudolf Nureyev, Vladimir Vasiliev, Henning Kronstam, Mikhail Baryshnikov, Alexander Godunov, Gheorghe Iancu, Giuseppe Picone, Roberto Bolle i Erik Bruhn. El 2014, Fracci va participar en el documental, 29200 Puthod, l'altra verità della realtà, dirigida per Federico Ang, una biografia del pintor internacional Dolores Puthod.
Nascuda a Milà el 1936, Fracci va començar a ballar als 10 anys a l'Escola de Ballet del Teatre La Scala i es va graduar el 1954. Entre els seus professors a La Scala, Fracci va estudiar amb la destacada ballarina russa Vera Volkova. Va ser promoguda a solista el 1956 i directora el 1958. Altres companyies de ballet en què hi va aparèixer són: el "London Festival Ballet" (1959 i 1962), el "Royal Ballet" (1963), l'"Stuttgart Ballet" (1965) i el "Royal Swedish Ballet" (1969). Va ser artista convidada principal amb "American Ballet Theatre" des de 1967.
A partir de finals de la dècada de 1980, va dirigir nombroses companyies de ballet principals a Itàlia: la primera va ser la companyia de ballet del Teatre San Carlo de Nàpols. De 1996 a 1997 va dirigir "Verona Arena Ballet Company". Des del novembre de 2000 va dirigir la companyia de ballet "Teatro Dell'Opera di Roma", on va continuar fins al 2010. Allà segueix el repertori tradicional de l'Opera i les obres de Diaghilev per als Ballets Russos. El treball del ballet de Roma va des de l'adaptació de The Rite of Spring per Millicent Hudson fins a les versions de Schéhérazade, Petruixka i L'ocell de foc d'Andris Liepa.
De juny de 2009 a 2014 va ser nomenada Assessora de Cultura a la Província de Florència.
El 1983, el 2000 i el 2003, Fracci va rebre tres prestigiosos honors del govern italià, que reconeix els seus meritoris assoliments.
La seva autobiografia, Passo dopo passo. La mia storia. es va publicar el desembre del 2013 i va rebre ressenyes molt positives, ja que les memòries estan escrites amb un to humil que mai sona pompós ni auto-encomiable. A l'autobiografia, a més de descriure el seu camí artístic increïble, Fracci comparteix detalls de la seva vida personal a partir de la seva infància i les seves primeres experiències de dansa.
Va morir el 27 de maig de 2021.

## Ambaixadora de la FAO
El 16 d'octubre de 2004, Fracci va ser nomenada Ambaixadora de Bona Voluntat de la FAO (Food and Agriculture Organization), una agència especialitzada de les Nacions Unides que lidera els esforços internacionals per derrotar la fam.